# 1-й отдельный батальон морской пехоты (Украина)
1-й отдельный Феодосийский батальон морской пехоты (1 ОБМП, в/ч А2777, до 2014: А2272, укр. 1-й окре́мий Феодосійський батальйо́н морсько́ї піхо́ти) — военное соединение морской пехоты Украины, по организационно-штатной структуре входит в состав 36-й отдельной бригады морской пехоты Военно-Морских Сил Вооруженных Сил Украины. Дислоцируется в Николаеве, на полуострове Аляуды.
Батальон по своему назначению подготовлен для высадки в передовых отрядах для захвата пунктов и участков на побережье и обеспечения высадки на них главных сил, оснащен соответствующим вооружением (имеет в своем составе плавающие БТР-80).

## История
Формирование первого батальона морской пехоты на Украине началось с директивы начальника Генерального штаба Вооруженных Сил Украины № 115/1/**81 от 20 мая 1993 года. Согласно ей, на базе штаба ВМС ВС Украины началось формирование этого подразделения. Для того чтобы первый батальон украинских морпехов как можно скорее стал боеспособной частью, личный состав срочной службы для него отбирали среди офицеров и прапорщиков 810-й отдельной бригады морской пехоты Черноморского флота, а также Северного, Балтийского и Тихоокеанского флотов бывшего СССР и солдат десантных войск. Было проведено психологическое тестирование добровольцев, проверялись физические и моральные качества кандидатов в морские пехотинцы. Главной задачей батальона было создание противодействия морской пехоте Российской Федерации в Крыму в период раздела флота. Бойцы отличались высокой боевой подготовкой и патриотизмом. 1 июля 1993 был сформирован 27-й отдельный батальон морской пехоты: военная часть А2272, место дислокации село Тыловое г. Севастополь (на базе бывшего строительного батальона). В начале формирования существенную финансовую помощь морским пехотинцам предоставили руководители районных и городских советов Тернополя, Львова, Киева и других городов Украины.
Согласно директивы начальника штаба Военно-Морских Сил Вооруженных Сил Украины № 14/1/**62 от 17 августа 1994 27-й отдельный батальон морской пехоты был переподчинен командиру 4-й отдельной бригады морской пехоты ВМС ВС Украины.

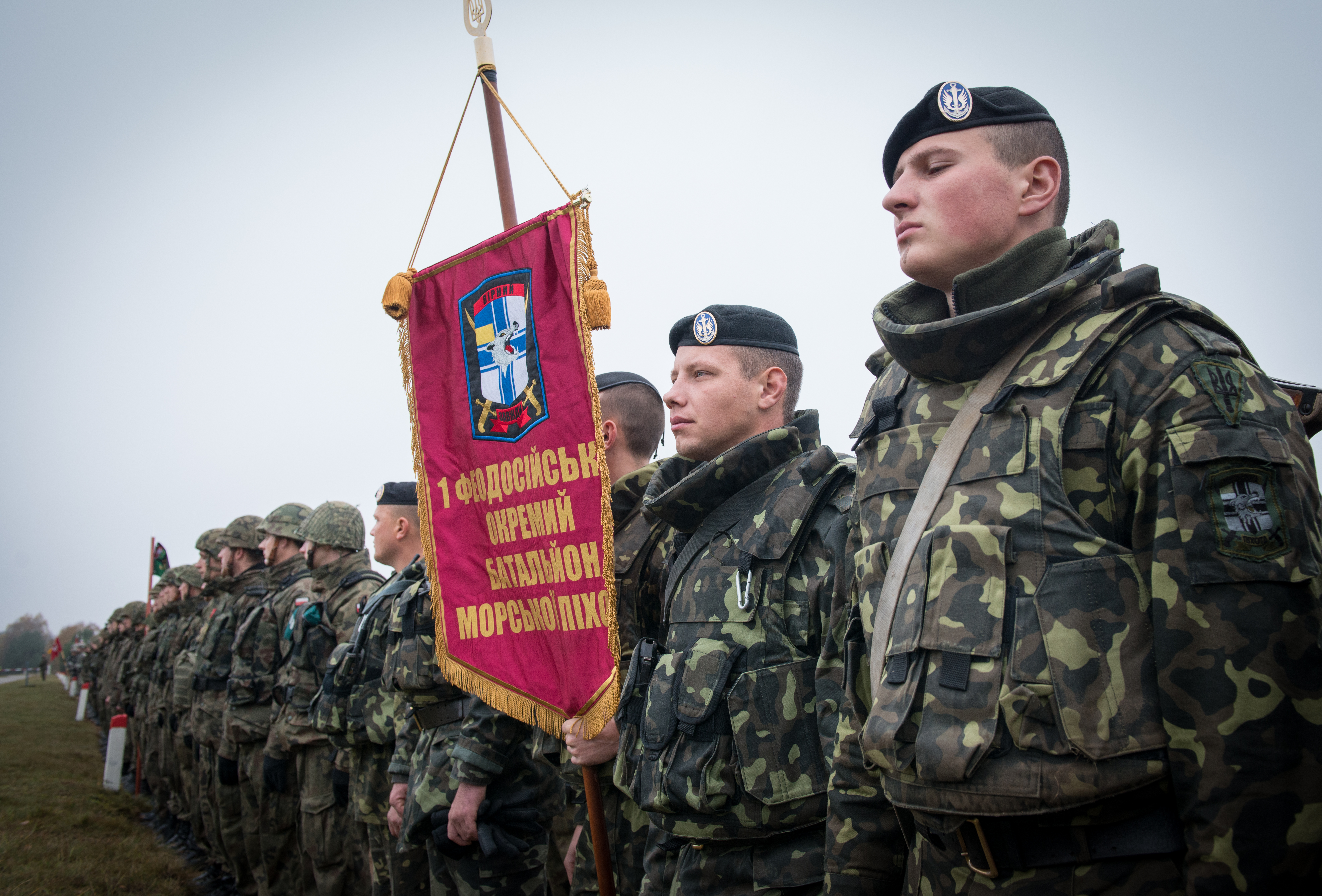
Морские пехотинцы на церемонии открытия учений Ex STEADFAST JAZZ Польша 3 ноября 2013 года

Согласно директиве командующего Военно-Морскими Силами Вооруженных Сил Украины № 14/1/**45 от 18 июня 1996 года, именно с этого дня, 27-й отдельный батальон морской пехоты был переподчинен командиру 6-й отдельной береговой ракетно-артиллерийской бригады ВС Украины.
9 сентября 1997 года 27-й отдельный батальон морской пехоты передислоцировался на базу 42-го военного городка в Севастополе.
С 1 декабря 1997 года 27-й отдельный батальон морской пехоты был снова переподчинен, на этот раз командиру 1-й отдельной бригады морской пехоты ВМС ВС Украины, и его переименовали в 1-й отдельный батальон морской пехоты (бывшая 4-я отдельная бригада морской пехоты), которая передавалась в Национальную гвардию Украины.
10 августа 2001 года 1-й отдельный батальон морской пехоты передислоцировали в село Краснокаменка (военный городок Феодосия-13), подчиненный Феодосийскому городскому совету Автономной Республики Крым. Условное наименование воинской части А2272 сохранилось.
5 декабря 2003 после расформирования 1-й отдельной бригады морской пехоты 1-й отдельный батальон переподчинили командиру 36-й отдельной бригады береговой обороны ВМС Украины.
29 апреля 2004 года 1-й отдельный батальон морской пехоты передислоцирован из Краснокаменки в Феодосию.
В 2007 году в батальоне создали роту в честь гуцульских морских пехотинцев (имеются в виду исторические1-й и 2-й гуцульские полки, входившие в состав бригады морской пехоты УНР): около 70 человек набрали из Прикарпатья.
30 октября 2007 года 1О БМП переподчиняется начальнику центра Войск береговой обороны ВМС ВС Украины.
С 1 по 30 октября 2008 г. батальон принимал участие в антитеррористической операции национальных сил НАТО «Активные усилия».
18 ноября 2008 года 1-му отдельному батальону морской пехоты присвоено условное наименование 1-й отдельный батальон Феодосии морской пехоты.

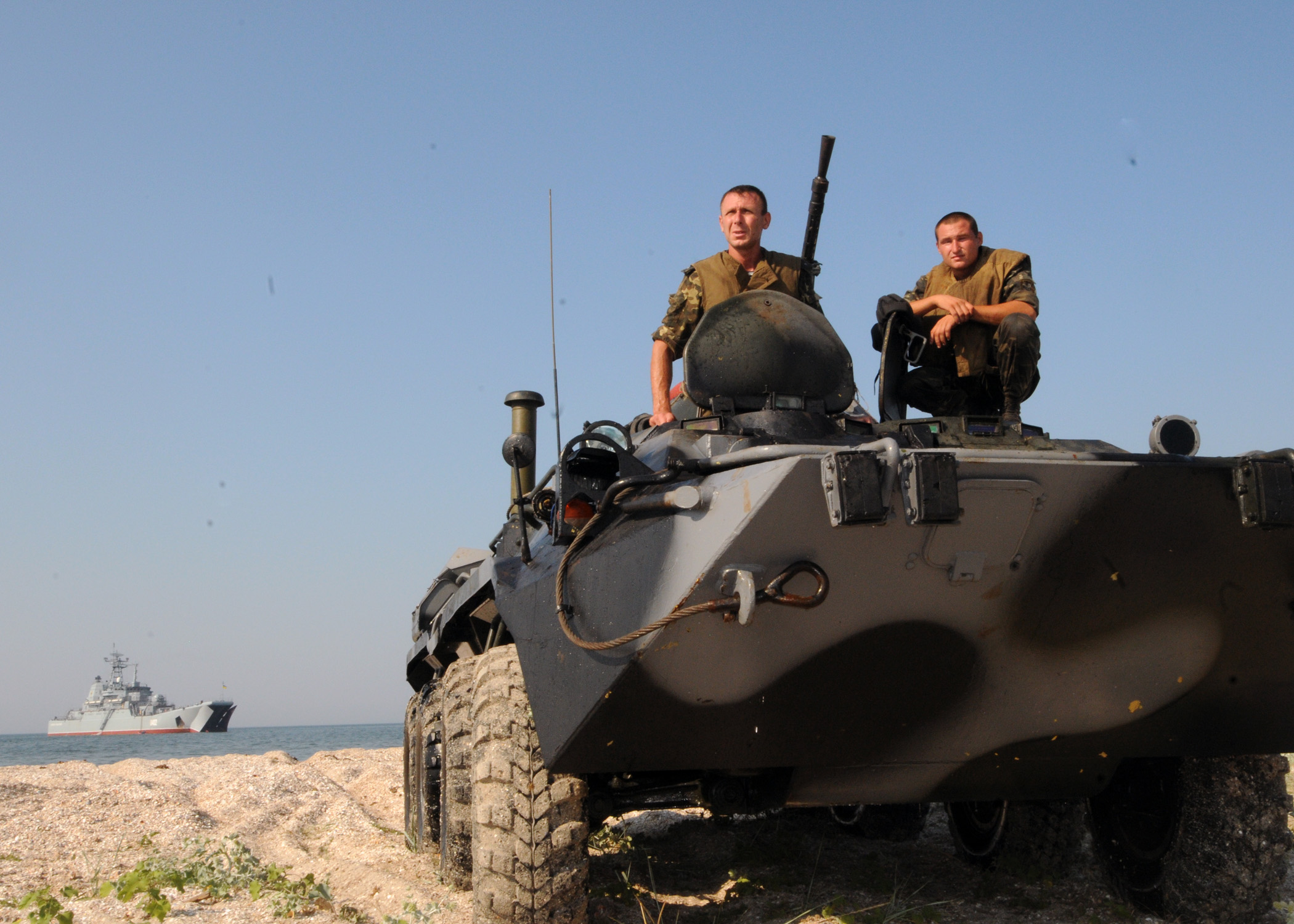
Украинский БТР-80 на побережье острова Тендра. На заднем плане ВДК «Константин Ольшанский», 15 июля 2010

С 4 апреля по 15 ноября 2009 года 1-й отдельный батальон Феодосии морской пехоты участвовал в 12-й ротации в составе общего украинско-польского миротворческого батальона «УкрПолбат» многонациональной тактической группы «East» сил KFOR в Косово. В течение 7 месяцев воины в черных беретах выполняли на Балканах задачи по поддержанию мира и спокойствия на территории муниципалитета Штрпце.
С 2013 года батальон начал комплектоваться только солдатами военной службы по контракту..

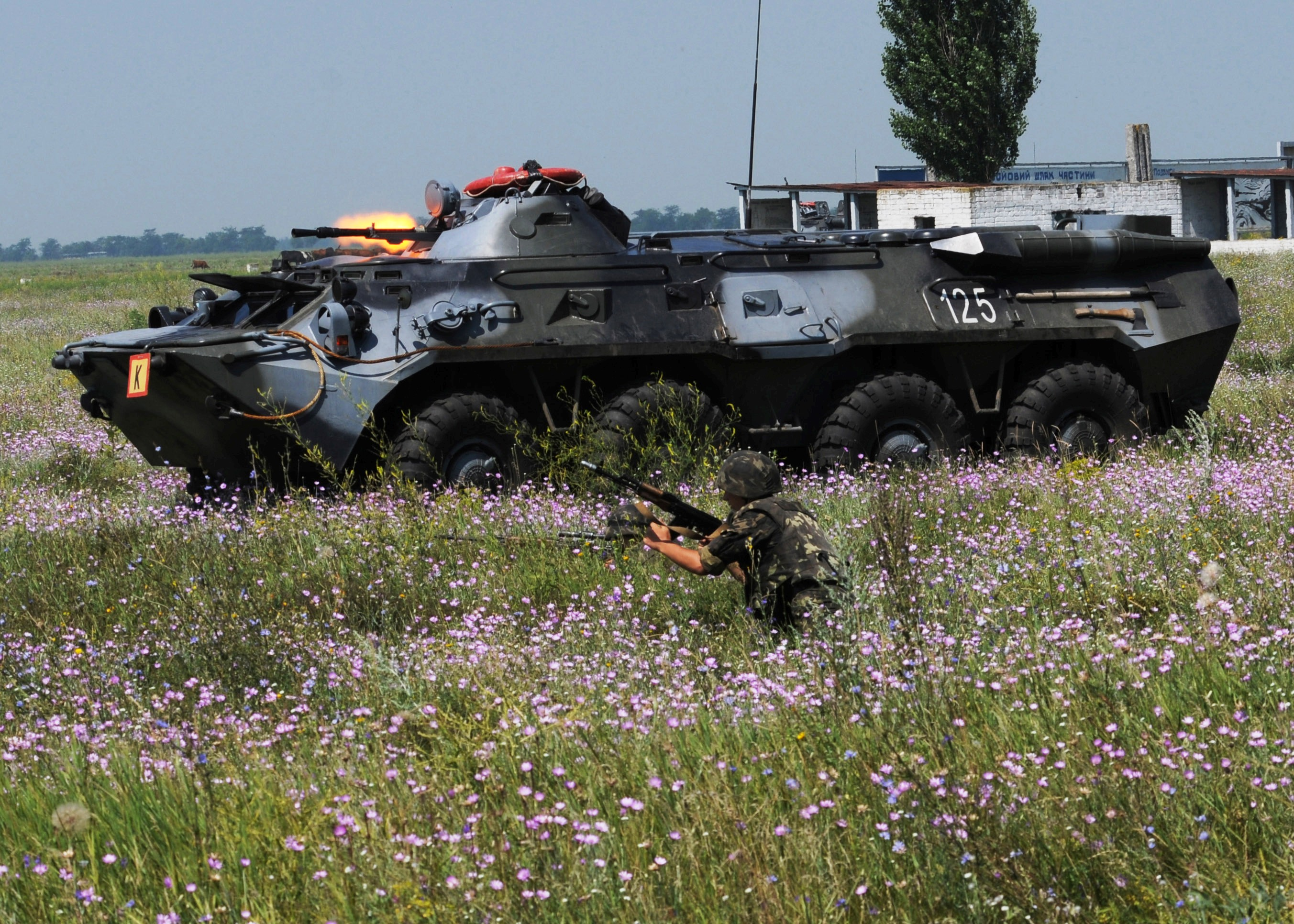
Бойцы 1-го отдельного батальона Феодосии морской пехоты на учениях «Си Бриз-2010»

В конце 2013 года бойцы 1 офбмп приняли участие в проведении второй фазы главного сертификационного командно-штабного обучения Сил реагирования НАТО «Steadfast Jazz».
8 января 2014 году две роты 1 офбмп начали боевое дежурство в составе боевой тактической группы ЕС «HelBRoC» и в составе сил быстрого реагирования НАТО.

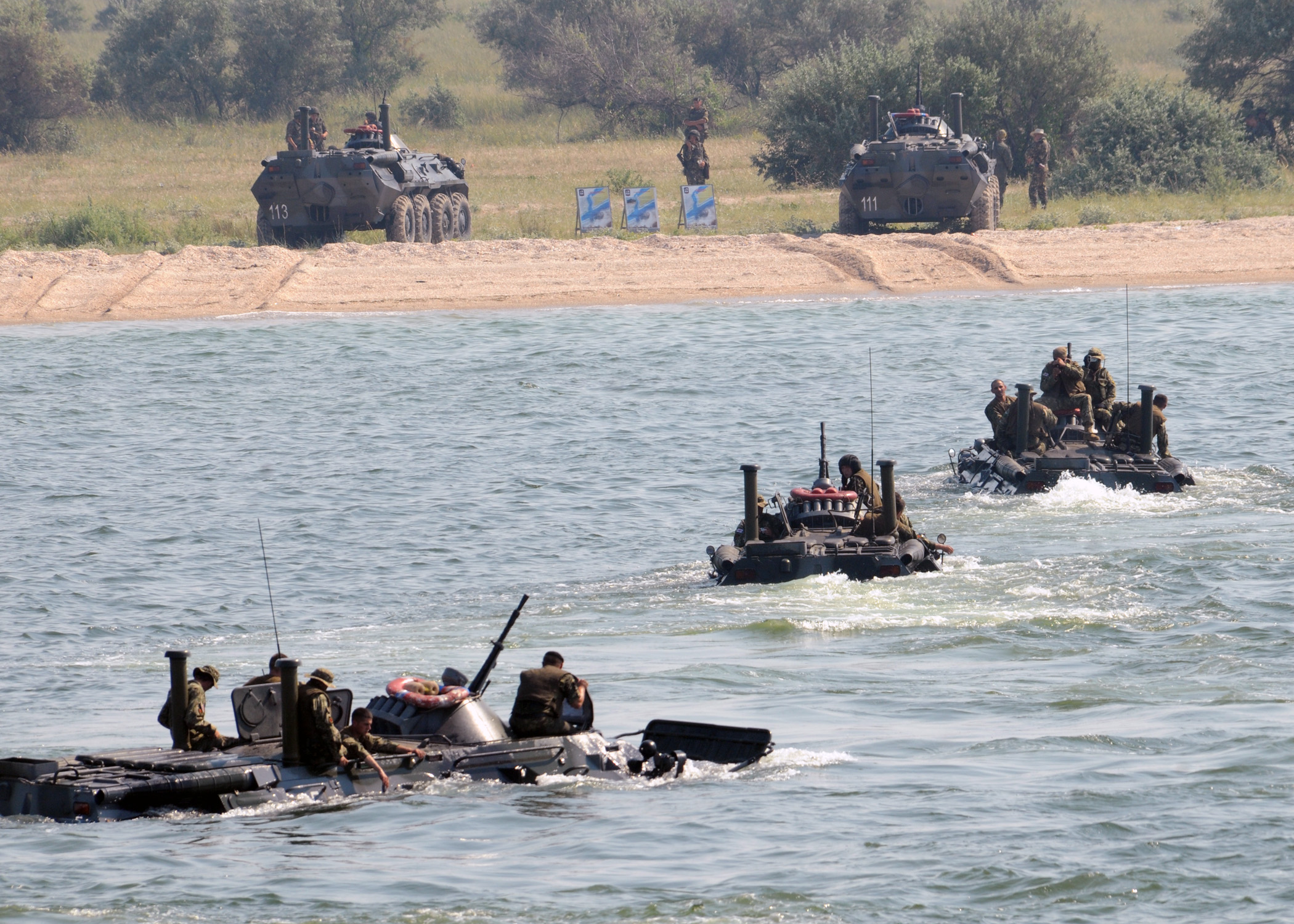
Феодосийские морские пехотинцы десантируются на остров Тендра, полигон «Широкий лан», 2010 год

### Аннексия Крыма
В ночь на 27 февраля 2014 началась аннексия Крыма Россией. Через несколько дней место постоянной дислокации батальона было заблокировано российскими подразделениями. Несмотря на ультимативные предложения сложить оружие, украинские морские пехотинцы укрепили периметр части и приготовились к штурму.
19 марта 2014 года, военнослужащие 1-го Феодосийского отдельного батальона морской пехоты обратились в командование ВС Украины и украинской власти по поводу конкретных директив для действий в сложившейся ситуации.
Утром 24 марта российские войска при поддержке двух вертолетов Ми-24 взяли штурмом часть феодосийских морпехов. Украинские морские пехотинцы вступили в рукопашный бой, но были взяты в плен. Командира батальона Дмитрия Делятицкого и заместителя командира по работе с личным составом Ростислава Ломтева российские военные вывезли на вертолете в неизвестном направлении. В этот же день заместитель начальника главного командного центра Вооруженных сил Украины генерал-майор Александр Розмазнин заявил, что на базе Феодосийского 1-го батальона морской пехоты будет создана бригада морской пехоты Украины.
Вечером 26 марта, Дмитрий Делятицкий и Ростислав Ломтев вместе с другими украинскими офицерами были освобождены из российского плена.
После указанных событий только 137 военнослужащих батальона из около 600, решили продолжить службу в ВС Украины и проследовали на материковую Украины. Оставшиеся, в основном жители Крыма, перешли на службу в ВС России и некоторая часть уволилась. Впоследствии из остатков 1-го и 501-го батальонов морской пехоты и пополнение из контрактников в ВМС Украины была создана 1-я бригада морской пехоты имени Константина Ольшанского.

### Война на Донбассе
29 октября 2014 года в составе сводного отряда ВМС ВС Украины, выполнявшего боевые задания в пгт Талаковка при обстреле вражеской артиллерией, погибли старший матрос Артем Корнев, который с 2009 года служил в 1-ФОБМП, а после не предал присягу и продолжил службу в Николаеве, и подполковник (посмертно) Юрий Загребельный.
В 2015 году путем переформирования 36-й отдельной бригады береговой обороны была сформирована 36-я отдельная бригада морской пехоты и 1-й отдельный батальон вошел в её состав.

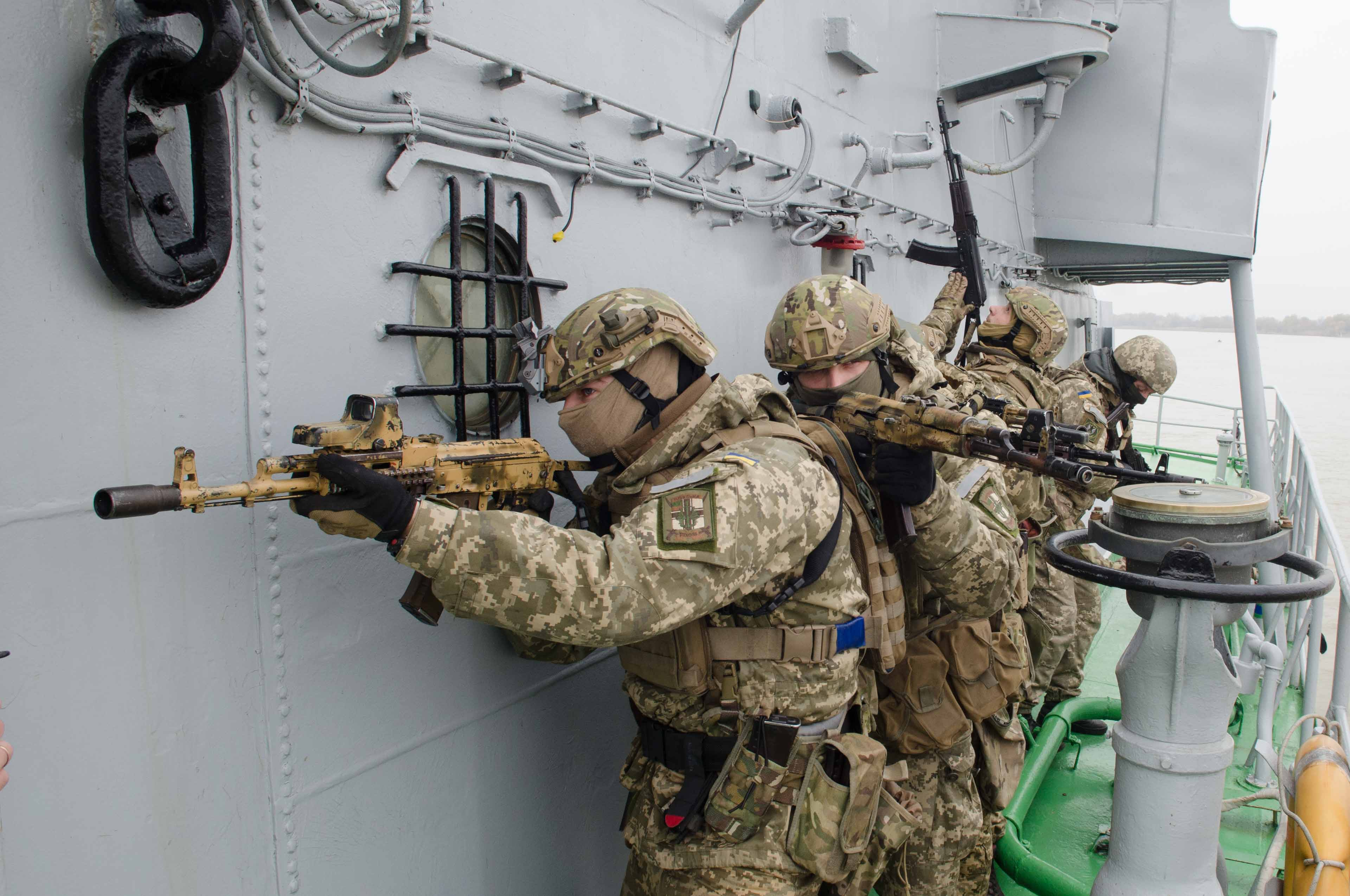
Морские пехотинцы 1-го отдельного Феодосийского батальона, 2017 год

За время своего существования батальон участвовал в таких учениях: «Си Бриз» (2001, 2002, 2007, 2008, 2010, 2013 гг.), «Фарватер мира» (2003 год), «Кооператив партнер» (2003 год), « Северное сияние» (2003 год), «Щит мира» (2005 год), «Бриллиант маринар» (2006 год), «Адекватное реагирование» (2011, 2012), «Взаимодействие» (2011, 2012). Также в 2009 году были проведены тактические учения с батальонной тактической группой.
23 мая 2018, во время торжественной церемонии на праздновании Дня морской пехоты Украины, во время церемонии замены чёрного берета на берет цвета морской волны, часть военнослужащих батальона устроила перед Верховным Главнокомандующим Вооруженных Сил Украины демарш и отказалась выполнять приказ.

## Структура

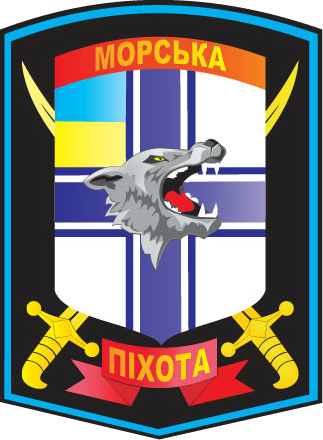
Прежний шеврон 1-го отдельного батальона морской пехоты

### 2008
- управление, штаб
- 1-я рота морской пехоты
- 2-я рота морской пехоты (усиленная гранатометным взводом из АГС-17)
- десантно-штурмовая рота (парашютно-десантная)
- минометная батарея
- разведывательный взвод

### 2012
- штаб управления
- 1-я рота морской пехоты
- 2-я рота морской пехоты
- десантно-штурмовая рота (парашутно-десантная)
- миномётная батарея
- рота материального и технического обеспечения
- разведывательный взвод
- взвод снайперов
- протитанковый взвод
- взвод связи
- инженерно-сапёрный взвод
- взвод десантно-высадочных средств
- медицинский пункт

## Командование
- подполковник Голобородов О. С. 08.06.1993 — 13.10.1994 гг.;[17]
- майор Ильин Юрий Иванович 13.10.1994-17.01.1995;
- подполковник Садовский А. А. 17.01.1995 — 29.01.1997;
- майор Каряка О. В. 16.08.1996 — 19.08.1998;
- майор Шестов Юрий В. 28.08. 1998 — 28. 03 2002;
- майор Рубин Константин Романович 27.02.2002 — 18.08. 2003;
- майор Веремчук В. П. 19.08.2003 — 28.12.2004;
- подполковник Федоренко Ю. А. 28.12.2004 — 10.07. 2006;
- майор Стешенко С. М. 30.06.2006 — 27.02.2009;
- подполковник Андрей А. М. 27.02. 2009 — 03.11.2010;
- майор Конотопенко Александр Яковлевич (29.11.2010 — 20.11.2012);
- подполковник Делятицкий Дмитрий Евгениевич (16.08.2012-2014);
- подполковник Баранюк Владимир Анатольевич (2014—2016);
- майор Попадюк Игорь Михайлович (2016—2017);[18]
- подполковник Бондаренко Вадим Александрович (2017—2018).
- майор Бова Евгений Петрович (2018).

## Оснащение
По состоянию на декабрь 2012 имел:
- БТР-80 — 60 шт. (находились на территории воинской части батальона во время штурма части русскими военными)[19]
- 2С12 «Сани» — 8
- АГС-17 — 8
- ПЗРК Игла — 8

## Традиции
Батальон имеет прозвище — Соленые псы, полученное на военных учениях в США.

## Потери

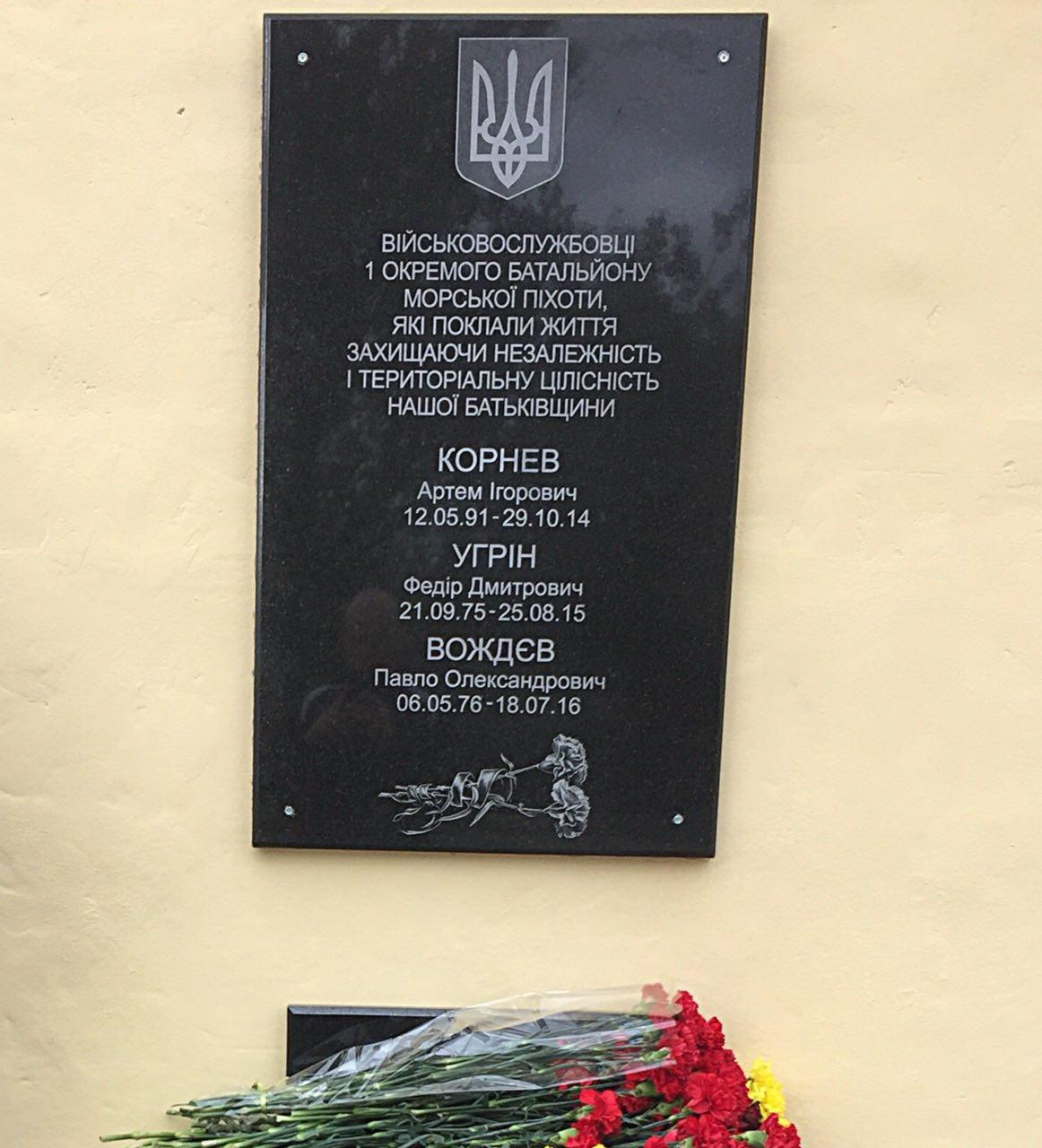
Мемориал погибшим из 1-ОБМП, расположенный на территории в.ч.

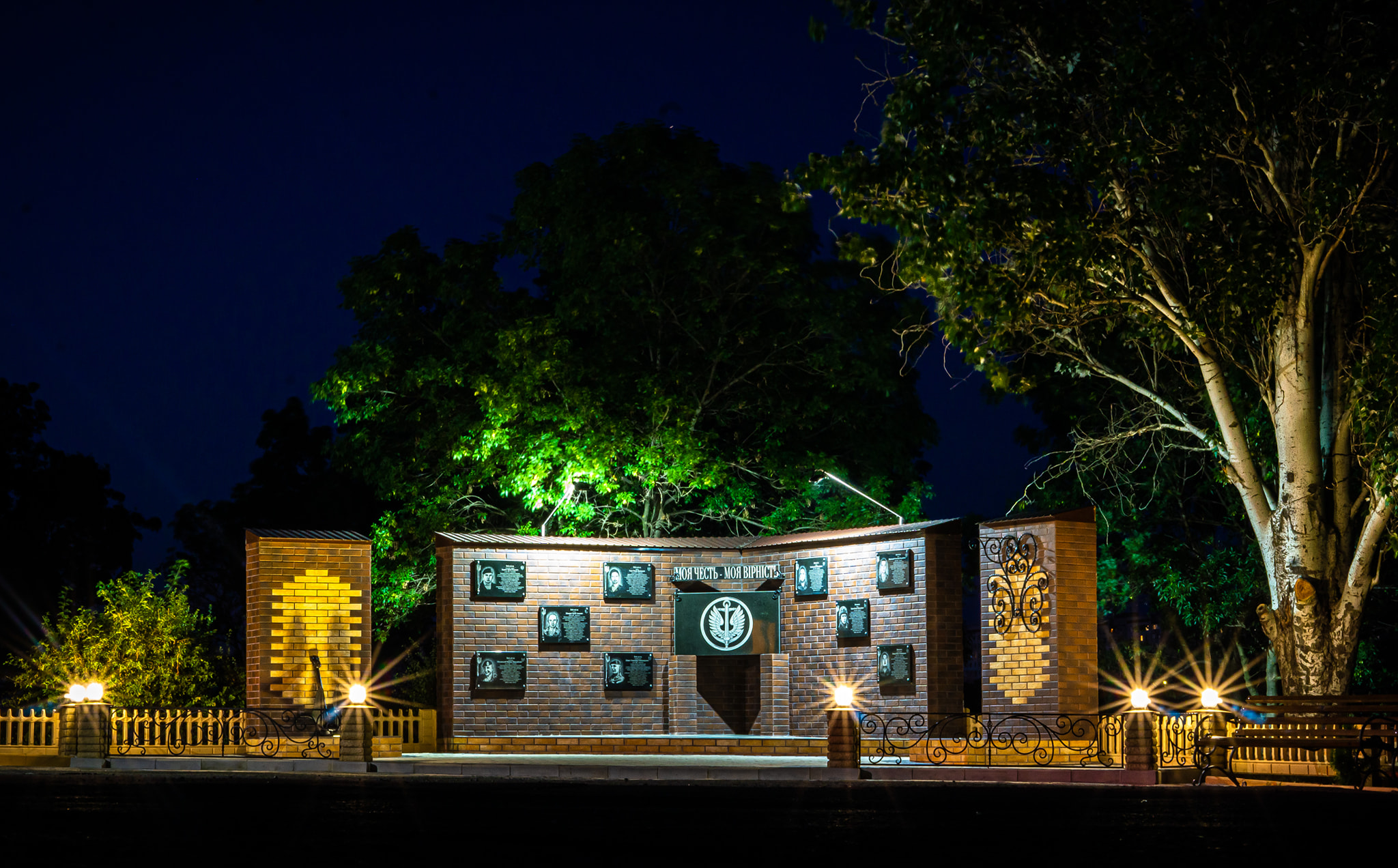
Мемориал погибшим морпехам на Аляуды

- младший сержант Корнев Артем Игоревич, 29.10.2014, Талаковка.
- старший матрос Угрин Федор Дмитриевич, 25.08.2015, Лебединское (Волновахский район).
- старший сержант Вождев Павел Александрович, 18.07.2016, Водяное.
- старший прапорщик Лист Сергей Иванович, 14.09.2017[21]
- старший матрос Шарко Александр Александрович, 06.08.2019, Павлополь.
- матрос Курдов Василий Николаевич, 06.08.2019, Павлополь.
- матрос Рак Владислав Николаевич, 06.08.2019, Павлополь.
- солдат Шандра Сергей Иванович, 06.08.2019, Павлополь.
- матрос Линчевский Александр Валерьевич, 11.09.2019, Павлополь
- прапорщик Обуховский Николай Николаевич , 11.09.2019, Павлополь[20]
- матрос Козий Артем Евгеньевич, 21.07.2020, Павлополь (умер от ранений в мобильном госпитале г. Мариуполь)[21]
- младший сержант Моисеенко Сергей Александрович, 28.02.2021, с. Пищевик Волновахского района Донецкой области[22]